# They-sous-Montfort
They-sous-Montfort é uma comuna francesa na região administrativa do Grande Leste, no departamento de Vosges. Estende-se por uma área de 10.21 km². Em 2010 a comuna tinha 133 habitantes (densidade: 13 hab./km²).